# Corinna Cortes
Corinna Cortes (* 31. März 1961 in Dänemark) ist eine dänische Informatikerin, bekannt für Arbeiten zur Theorie von Support Vector Machines (SVM).

## Leben und Wirken
Corinna Cortes studierte Physik in Kopenhagen, wo sie 1989 am Niels-Bohr-Institut ihren Diplomabschluss machte. Im Anschluss daran startete sie bei der Telefongesellschaft AT&T ihren Berufsweg und blieb in deren Forschungsabteilung Bell Laboratories mehr als zehn Jahre. Währenddessen wurde sie 1993 im Fach Informatik an der University of Rochester (Bundesstaat New York, USA) promoviert. Sie ist bei Google Inc. in New York tätig, wo sie Leiterin der Forschungsabteilung Google Research ist.
Cortes befasst sich mit Datenbanken, Maschinenlernen und Suchalgorithmen. Neben Beiträgen zur Entwicklung von Support Vector Machines (SVM) trug sie auch zum Data-Mining bei. SVM ist einer der am häufigsten verwendeten Algorithmen im Bereich des Maschinenlernens und wird u. a. in der medizinischen Diagnostik und für Wettervorhersagen eingesetzt.
Mit Wladimir Wapnik erhielt Cortes 2008 den Paris-Kanellakis-Preis der Association for Computing Machinery für ihre Entwicklungen zu SVM. Für ihre Arbeiten zu Data-Mining in großen Datenmengen erhielt sie 2000 die AT&T Science and Technology Medal.
Cortes hat zwei Kinder und ist passionierte Marathonläuferin. Seit 2002 nimmt sie regelmäßig am New-York-City-Marathon teil und hat sich dabei auch mehrfach mit ihrer erreichten Laufzeit für den Boston-Marathon qualifiziert.